# Station Machnacz
Station Machnacz is een spoorwegstation in de Poolse plaats Machnacz.